# Вахиде Перчин
Вахиде Перчин (тур. Vahide Perçin; Каршијака, 13. јун 1965) турска је глумица.

## Младост
Вахиде је рођена 13. јула 1965. године у граду Каршијака у Измирском вилајету. Њен отац је био возач камиона, а мајка домаћица. Након завршене средње школе, кренула је на Економски факултет а касније почиње са глумом. Похађала је и Факултет ликовних уметности који је завршила са свих девет положених испита. Након што је напустила факултет одлази у Анкару. Све до 2013. користила је презиме свог супруга, Гордум. Након што се од њега развела, почела је поново користити девојачко презиме, Перчин.

## Каријера
Године 2003, почиње своју телевизијску каријеру у ТВ серији Прича Истанбула. Била је укључена и у ТВ серију Сулејман Величанствени где је глумила Султанију Хурем  .

## Филмографија
- Сулејман Величанствени (2013—2014)